# LAR-160
El sistema de cohetes de largo alcance LAR-160 es coproducido por la IMI (afuste del montaje y lanzaderas, diseño y producción de cohetes), y la IAI (misiles y sistemas de guía), desarrollado desde 1970 y producido desde el año 1983.

## Historia
El prototipo, montado en el chasis de un tanque ligero AMX-13 (Mk. I) hecho por GIAT Industries, del citado sistema fue desplegado por primera vez para el Ejército venezolano. El Mk. I fue seguido en la producción por el Mk. II, y más recientemente por los sistemas Mk. IV. 
El sistema Mk. IV, que tiene las mismas dimensiones que los otros cohetes pero usando un agente propulsor modificado, tiene un alcance de 45 km. El diseño y prospección del concepto, redesignado como ACCULAR, fue hecho por la cooperación entre las empresas IMI e IAI, que crearon un joint-venture con Lockheed Martin (productor del sistema de artillería de cohetes MLRS), para ser adaptados a los diferentes modelos y tipos de cohetes de la serie LAR-160 y LAR-350 existentes y en uso, lo que se cree será un gran avance en este campo, así como permitirá la remodelación de un sistema de artillería por cohetes de vuelo libre y/o controlable, y ha convertido en una realidad a sus anteriores usuarios el incremento de su rango de acción y capacidad de ataque.
Este sistema ha sido aplicado a los MLRS utilizados por la Fuerzas de Defensa de Israel en virtud de un contrato adjudicado a mediados de 1998 a las Industrias Militares de Israel y la división de Sistemas de Misiles y Control de Incendios de la Lockheed Martin, contratista principal para el sistema de 227 mm MLRS, y que también participa en este programa.
A finales de 2003, IMI anunció que había completado con éxito las pruebas de vuelo para su sistema de corrección de trayectoria, hecho en colaboración con la Lockheed Martin Missiles and Fire Control para el grueso de los sistemas de artillería de cohetes en uso por Israel para los misiles del calibre 227 mm, en uso por los sistemas MLRS.
La verificación del diseño, llevado a cabo a finales de septiembre de 2003, marcó el final de un contrato para el desarrollo, que se llevó a cabo durante 10 años, suscrito para mejorar la exactitud de los cohetes del sistema MLRS, y utilizados por las Tzahal. El sistema está ahora en la fase de producción en serie de los kits de reconversión para los sistemas de artillería de cohetes MLRS 227 mm utilizados por las FDI, para incrementar su rango de alcance hasta los 35 km.

## Características
El Sistema de Artillería de Cohetes Ligera o en inglés: Light Artillery Rocket System consta de un lanzador de cohetes múltiple montado en una plataforma móvil, que puede ser el casco de un tanque o un vehículo multifuncional.
Tiene uno o dos contenedores, de ocho o dieciséis cohetes sellados de fábrica, y que son descartables luego de su lanzamiento, cada uno de los contenedores de porte contiene un cohete de calibre 160 mm o 350 mm (en su diámetro), los que llevan una o varias ojivas agrupadas con un tipo de submunición, lo que incrementa su alcance efectivo a unos 45 kilómetros (28 mi).
En su configuración estándar, cada lanzador tiene una capacidad para hasta dos 13 cohetes impulsados por propelente líquido (LPR). El sistema se puede adaptar a distintas plataformas, de acuerdo a las necesidades de su cliente final siendo adaptado sobre remolques bajos, vehículos sobre ruedas o vehículos sobre orugas, como el TAM VCLC. Una versión especial está disponible con un lanzador ligero que se puede adaptar para otros modos de transporte específicos.
Este sistema de artillería de cohetes puede ser transportado por helicópteros y fue diseñado para proporcionar un apoyo y soporte de fuego pesado para unidades de avanzada, en el apoyo de unidades que necesiten respaldo de fuego pesado y en el ataque a unidades aéreas en vuelo rasante, de gran movilidad. Este sistema independientemente de su configuración o uso;, incluye un lanzador remolcado por un vehículo ligero, como un jeep o HMMWV en su variante básica, siendo montado incluso sobre cascos de tanques como el TAM en sus variantes más sofisticadas.

## Variantes
- LAR-160 - Variante inicial, es la más conocida, y se denomina así por el calibre de sus cohetes, de 160 mm.

- MAR-350 - Variante desarrollada en la Argentina, es menos conocida que la anterior, y se denomina así por el calibre de sus cohetes, de 350 mm.

## Usuarios
- Argentina - 10 Unidades
- Israel - 50 Unidades.[2]
- Azerbaiyán - 30 Unidades.[3]
- Chile -10 unidades.[4]

- Georgia - 4 Unidades de evaluación, más otras 15 de un pedido futuro.[5]
- Venezuela - 25 Unidades.[6]

## Conflictos en los que ha participado
- Guerra de Osetia del Sur de 2008 - Desplegados por Georgia como medida disuasoria ante un posible ataque ruso, no usados de forma efectiva.[cita requerida]

### Armas similares
- / LAROM
- / TAM VCLC
- Astros II
- Cohete Rayo
- SLM FAMAE
- HIMARS
 MLRS
- / RM-70
- / WR-40 Langusta
- Lanzacohetes múltiple "Teruel"
- / BM-21 Grad
 / BM-30
- / Katyusha
- TOS-1
- // M-63 Plamen
// M-77 Oganj
 // M-87 Orkan